# محلل المنطق

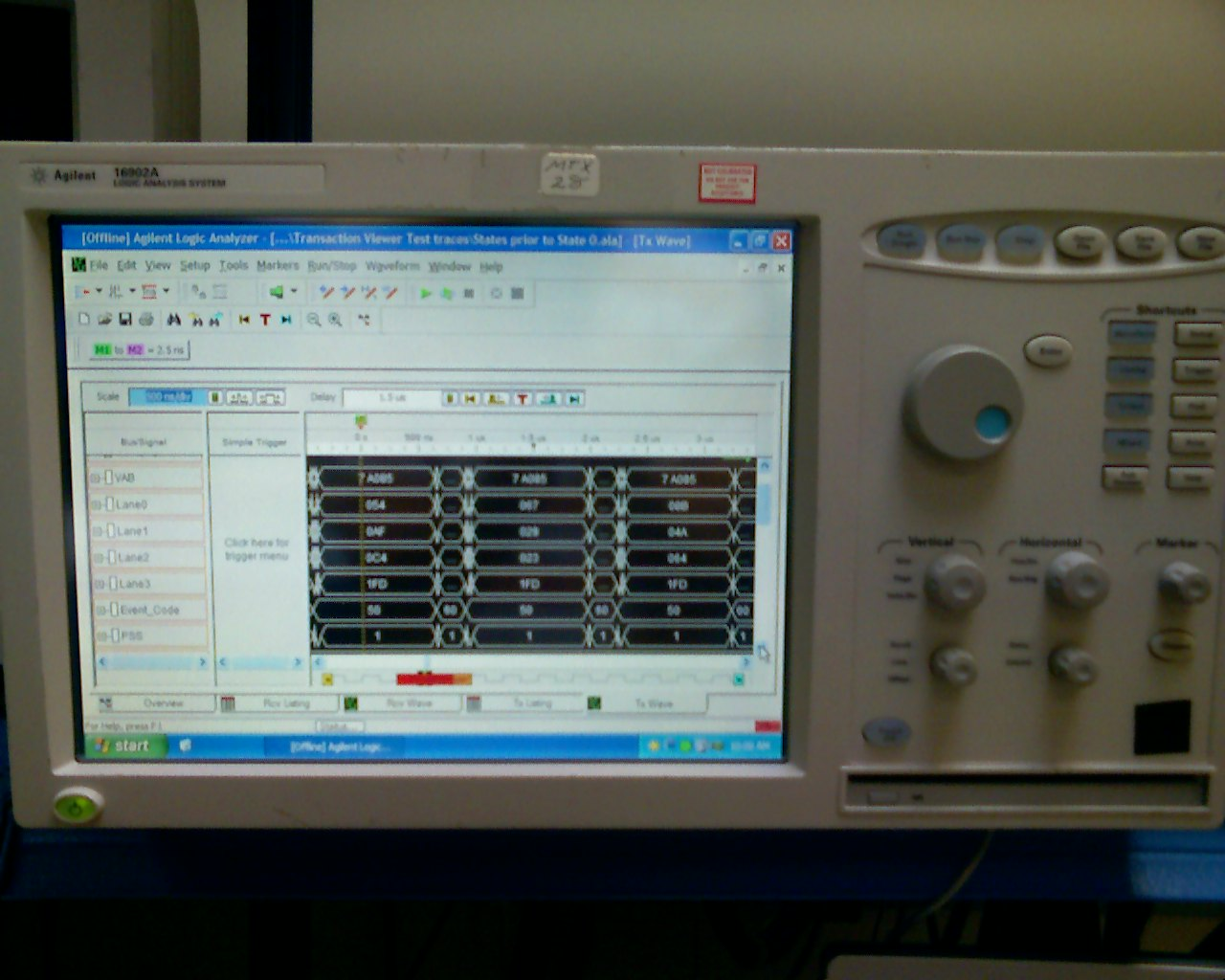
محلل المنطق

المحلل المنطقي هو أداة إلكترونية تلتقط وتعرض إشارات متعددة من نظام رقمي أو دائرة رقمية. قد يحول محلل المنطق البيانات الملتقطة إلى مخططات توقيت، أو فك رموز البروتوكول، أو آثار آلة الحالة ، أو لغة التجميع، أو قد يربط التجميع ببرنامج مستوى المصدر. تتمتع أجهزة التحليل المنطقي بقدرات تشغيل متقدمة، وتكون مفيدة عندما يحتاج المستخدم إلى رؤية علاقات التوقيت بين العديد من الإشارات في نظام رقمي.

## ملخص
حاليا، تتوفر ثلاث فئات مختلفة من أجهزة التحليل المنطقي في السوق:
- وحدات LA المعيارية، والتي تتكون من هيكل أو وحدات محلل منطقي.[2] يحتوي الإطار الرئيسي / الهيكل على شاشة العرض، وأدوات التحكم، وكمبيوتر التحكم، ومداخل متعددة تم تركيب أجهزة التقاط البيانات الفعلية فيها. تحتوي كل وحدة على عدد محدد من القنوات، ويمكن دمج وحدات متعددة للحصول على عدد قنوات مرتفع للغاية. في حين أن أجهزة تحليل المنطق المعيارية عادة ما تكون أكثر تكلفة، إلا أن القدرة على الجمع بين وحدات متعددة للحصول على عدد قنوات مرتفع والأداء الأعلى عمومًا لأجهزة تحليل المنطق المعياري غالبًا ما تبرر القيمة. بالنسبة لأجهزة تحليل المنطق المعيارية عالية الجودة، يجب على المستخدم في كثير من الأحيان توفير جهاز الكمبيوتر المضيف الخاص به أو شراء وحدة تحكم مضمنة متوافقة مع النظام.[3]
- يُشار إلى LAs المحمولة [4] أحيانًا باسم LAs المستقلة. تعمل أجهزة التحليل المنطقي المحمولة على جمع كل شيء في حزمة واحدة، مع تثبيت الخيارات في المصنع. في حين أن أجهزة التحليل المنطقي المحمولة لديها أداء أقل عمومًا من نظيراتها المعيارية، فإنها غالبًا ما تستعمل لتصحيح الأخطاء للأغراض العامة من قبل المستخدمين المهتمين بالتكلفة.
- LAs المستندة إلى الكمبيوتر الشخصي. يتصل الجهاز بجهاز كمبيوتر من خلال اتصال يو إس بي أو إيثرنت ويرحل الإشارات الملتقطة إلى البرنامج الموجود على الكمبيوتر. من الطبيعي ان تكون هذه الأجهزة أصغر حجمًا وأقل تكلفة لأنها تستخدم لوحة المفاتيح والشاشة ووحدة المعالجة المركزية الموجودة بجهاز الكمبيوتر.

من أشهر الشركات المصنعة لأجهزة تحليل المنطق شركة تيكترونيكس.

## عملية
يمكن تشغيل محلل المنطق على سلسلة معقدة من الأحداث الرقمية، ثم التقاط كمية كبيرة من البيانات الرقمية من النظام قيد الاختبار (SUT). عندما بدأ استخدام أجهزة تحليل المنطق لأول مرة، كان من الشائع إرفاق عدة مئات من «المقاطع» بنظام رقمي. في وقت لاحق، دخلت الموصلات المتخصصة حيز الاستخدام. أدى تطور تحقيقات محلل المنطق إلى وجود بصمة مشتركة يدعمها العديد من البائعين، مما يوفر مزيدًا من الحرية للمستخدمين النهائيين. تم طرح التكنولوجيا غير الموصلة (التي تم تحديدها بواسطة العديد من الأسماء التجارية الخاصة بالبائع: اختبار الضغط؛ Soft Touch ؛ D-Max) التي تم طرحها في أبريل 2002. توفر هذه المجسات اتصالًا ميكانيكيًا وكهربائيًا متينًا وموثوقًا به بين المسبار ولوحة الدائرة مع أقل من 0.5 إلى 0.7 pF تحميل لكل إشارة.
بمجرد توصيل المجسات، يقوم المستخدم ببرمجة المحلل بأسماء كل إشارة، ويمكنه تجميع عدة إشارات معًا لتسهيل المعالجة. بعد ذلك، يتم اختيار وضع الالتقاط، إما وضع «التوقيت»، حيث يتم أخذ عينات من إشارات الإدخال على فترات منتظمة بناءً على مصدر ساعة داخلي أو خارجي، أو وضع «الحالة»، حيث يتم تعريف إشارة أو أكثر على أنها «ساعات»، ويتم أخذ البيانات عن الحواف الصاعدة أو المتساقطة لهذه الساعات، واختيارياً باستخدام إشارات أخرى لتأهيل هذه الساعات. بعد اختيار الوضع، يجب تعيين شرط المشغل. يمكن أن تتراوح حالة المشغل من بسيطة (مثل التشغيل على حافة مرتفعة أو منخفضة لإشارة واحدة) إلى شديدة التعقيد (مثل تكوين المحلل لفك تشفير المستويات الأعلى من مكدس TCP / IP والتشغيل على حزمة HTTP معينة). في هذه المرحلة، يقوم المستخدم بتعيين المحلل على وضع «التشغيل»، إما التشغيل مرة واحدة أو التشغيل بشكل متكرر.
بمجرد التقاط البيانات، يمكن عرضها بعدة طرق، من البسيط (إظهار أشكال الموجة أو قوائم الحالة) إلى المعقد (إظهار حركة مرور بروتوكول Ethernet التي تم فك تشفيرها). يمكن أن يعمل بعض المحللين أيضًا في وضع «مقارنة»، حيث يقارنون كل مجموعة بيانات تم التقاطها بمجموعة بيانات مسجلة مسبقًا، ويوقفون الالتقاط أو يخطرون المشغل بصريًا عند مطابقة مجموعة البيانات هذه أم لا. هذا مفيد للاختبار التجريبي طويل المدى. يمكن أيضًا تعيين أجهزة التحليل الحديثة لإرسال نسخة من بيانات الاختبار إلى المهندس عند تشغيل ناجح.

## الاستخدامات
تتم محاكاة العديد من التصميمات الرقمية، بما في ذلك تصاميم الدوائر المتكاملة، لاكتشاف العيوب قبل إنشاء الوحدة. عادة ما توفر المحاكاة عروض التحليل المنطقي. في كثير من الأحيان، يتم التحقق من المنطق المعقد المنفصل عن طريق محاكاة المدخلات واختبار المخرجات باستخدام مسح الحدود. يمكن لأجهزة تحليل المنطق الكشف عن عيوب الأجهزة التي لم يتم العثور عليها في المحاكاة. عادةً ما يكون من الصعب جدًا وضع نموذج لهذه المشكلات في المحاكاة، أو تستغرق وقتًا طويلاً للغاية في المحاكاة وغالبًا ما تتخطى مجالات ساعة متعددة.
أصبحت صفائف البوابة القابلة للبرمجة الميدانية نقطة قياس شائعة للمحللين المنطقيين وتستخدم أيضًا لتصحيح أخطاء الدائرة المنطقية.

## تاريخ
مع وجود الحوسبة الرقمية والدوائر المتكاملة في الستينيات،  بدأت مشاكل جديدة وصعبة في الظهور، والمشكلات التي واجهت راسمات الذبذبات صعوبة في التعامل معها. لأول مرة في تاريخ الحوسبة، أصبح من الضروري جدا عرض عدد كبير من الإشارات في وقت واحد. حاولت الحلول المبكرة دمج الأجهزة من راسمات الذبذبات المتعددة في حزمة واحدة، لكن فوضى الشاشة، وعدم وجود تفسير محدد للبيانات، وبالإضافة إلى قيود الفحص جعلت هذا الحل قابلاً للاستخدام بشكل هامشي فقط.
كان جهاز HP 5000A Logic Analyzer ، الذي تم تقديمه في إصدار أكتوبر 1973 من Hewlett-Packard Journal ، على الأرجح أول أداة متاحة تجاريًا يطلق عليها «محلل المنطق». ومع ذلك، اقتصر جهاز HP 5000A على قناتين وقدم معلومات عن طريق صفين من 32 مصباح LED . كانت أول أداة متوازية حقًا هي القناة الإثنا عشر HP 1601L ، وكانت عبارة عن مكون إضافي لسلسلة HP 180 من أجهزة راسم الذبذبات الرئيسية واستخدمت شاشة راسم الذبذبات لتقديم 16 صفًا من الكلمات 12 بت مثل 1s و 0 ثانية. تم تقديمه في يناير 1974 Hewlett-Packard Journal.

## راسمات الإشارة المختلطة
تجمع راسمات الذبذبات مختلطة الإشارة بين وظائف راسم الذبذبات الرقمي للتخزين مع محلل المنطق. تشمل الفوائد العديدة لهذه الميزات القدرة على عرض الإشارات التناظرية والرقمية معًا في الوقت المناسب، وتشغيل الإشارات الرقمية أو التناظرية والتقاطها من جهة أخرى. تتمثل بعض القيود المفروضة على راسمات الذبذبات المختلطة في أنها لا تلتقط بيانات وضع الحالة، ولديها عدد محدود من القنوات، ولا توفر العمق التحليلي والرؤية الثاقبة للمحلل المنطقي.

## طالع أيضًا
- إشارات